# 歐亞鷽

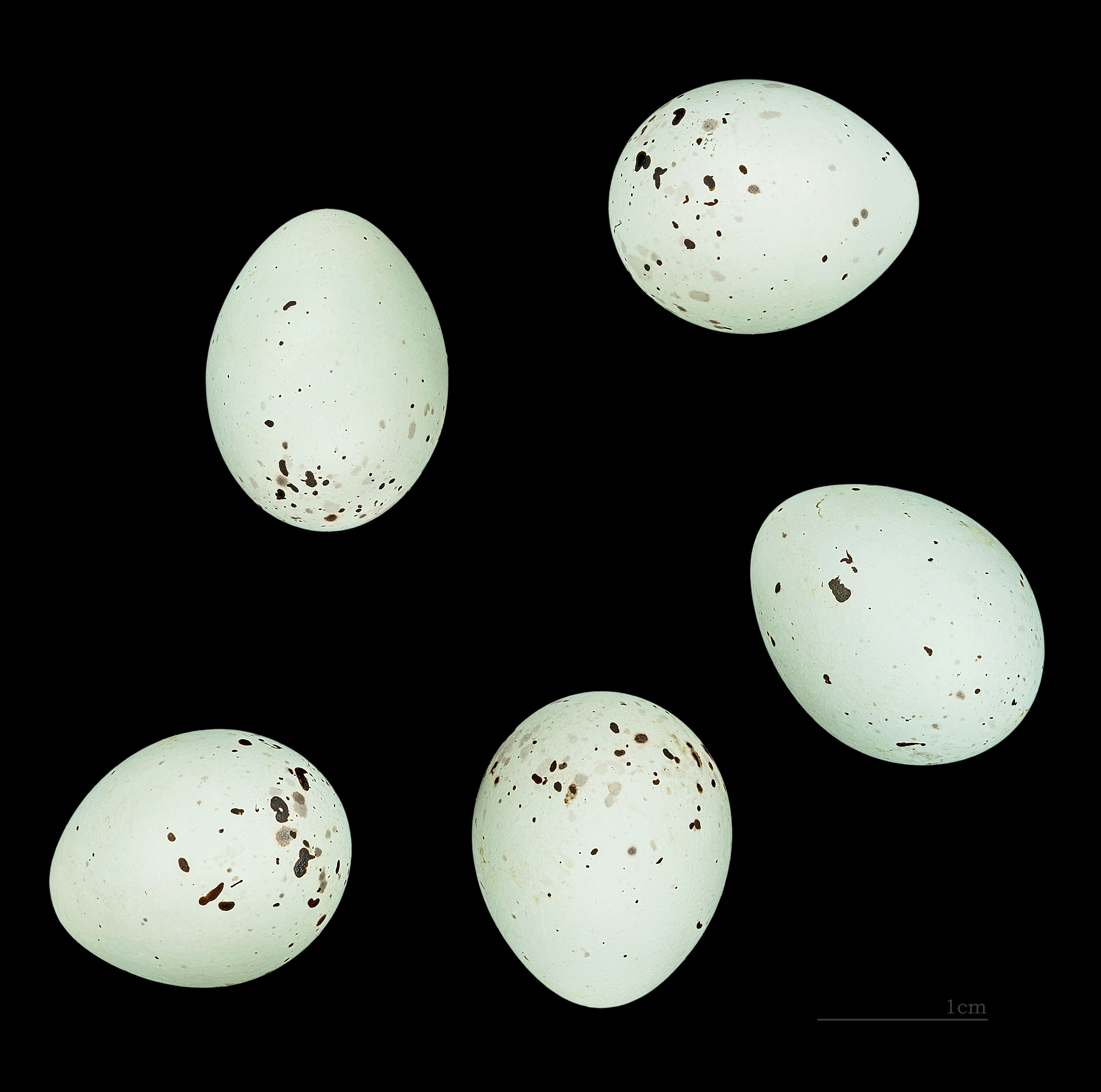
Pyrrhula pyrrhula europoea

歐亞鷽（学名：Pyrrhula pyrrhula）为雀科灰雀属的鸟类。分布于欧洲、北亚、勘察加半岛、萨哈林岛、日本、朝鲜半岛以及中国大陆的东北、内蒙古、河北等地，多栖息于山区的白桦林和次生林区以及冬季至海拔800m以下的针阔混交林缘和平原的杂木林中。该物种的模式产地在瑞典。

## 亚种
已描述的亞種包含：
- 歐亞鷽不列顛亚种（ W. MacGillivray（英语：William MacGillivray）, 1837）：不列顛群島
- 歐亞鷽西北亞種 （ Vieillot, 1816）：西歐及中歐
- 歐亞鷽伊比利亞種（ Voous（英语：Karel Voous）, 1951）：法國西南部山區、葡萄牙北部，以及西班牙北部。
- 红腹灰雀（ Linnaeus, 1758）分布于北欧、中南歐、東歐、北亚、中亞、中国大陆东北，以及鄂霍次克海等地。该物种的模式产地在瑞典。[4]
- 歐亞鷽高加索亞種（ Derjugin & Bianchi（英语：Valentin Bianchi）, 1900）：土耳其、高加索地區，以及伊朗北部。
- 歐亞鷽伊朗亞種（ Witherby（英语：Harry Forbes Witherby）, 1908）：亞塞拜然及伊朗北部。
- 歐亞鷽貝加爾亞種（ Cabanis, 1872）：西伯利亞、哈薩克東北部、蒙古，及中國。
- 红腹灰雀东北亚种（ S.F. Baird, 1869）。分布于阿拉斯加、勘察加半岛、萨哈林岛、日本、朝鲜半岛以及中国大陆的黑龙江、吉林、辽宁、河北等地。该物种的模式产地在北美的阿拉斯加。[5]
- 灰腹灰雀（ Lafresnaye（英语：Frédéric de Lafresnaye）, 1841）：分布於俄羅斯遠東地區、中國、韓國，及日本

聖米格爾紅腹灰雀（P. murina）原先被視為是本種的一個亞種，現已被視為獨立物種。